# Немецкие беженцы
Немецкие беженцы — согласно праву ФРГ, лица немецкой национальности или немецкие граждане, подвергшиеся депортации или вынужденные были покинуть места своего расселения в ходе или после Второй мировой войны. Приём немецких беженцев на территории ФРГ регулируется «Законом о перемещённых лицах и беженцах», принятом в 1953 году.

## Категории беженцев
- Изгнанные с родины (нем. Heimatvertriebene) — депортированные и приравненные к ним лица, которые на 31 декабря 1937 года или ранее проживали на территориях в пределах Германской империи в границах на 31 декабря 1937 года, а также территориях, выходящих за её пределы и по состоянию на 1 января 1914 года принадлежавших Германской империи или Австро-Венгерской империи, а также позднее — Польше, Эстонии, Латвии или Литве (Мемельланд), и покинули эти территории до 1 января 1993 года. К изгнанным с родины приравниваются также и супруги и потомки указанных лиц.

- Изгнанные (нем. Vertriebene) — лица немецкой национальности или немецкие граждане, которые в результате последствий Второй мировой войны вынуждены были покинуть места своего расселения или были депортированы с территорий бывших восточных областей Германской империи или с территорий, выходящих за границы Германской империи по состоянию на 31 декабря 1937. Также в эту категорию относятся лица немецкой национальности и немецкие граждане, после 30 января 1933 года покинувшие эти территории и поселившиеся за пределами Германской империи по причине преследования национал-социалистским режимом по признаку расы, политических, религиозных или мировоззренческих убеждений. К изгнанным приравниваются также и супруги и потомки указанных лиц.

- Принудительно переселяемые (нем. Umsiedler) — лица немецкой национальности или немецкие граждане, подвергшиеся насильственному переселению в Германию с территорий других стран вследствие международных договоров, заключённых во время Второй мировой войны, или с оккупированных территорий вследствие действий оккупационных властей, а также их супруги и потомки.

- Переселенцы (нем. Aussiedler) — лица немецкой национальности или немецкие граждане, до 1 января 1993 года в рамках приёма в Германию покинувшие территории бывших восточных областей Германской империи, Данциг, Эстонию, Латвию, Литву, страны бывшего Советского Союза, Польшу, Чехословакию, Венгрию, Румынию, Болгарию, Югославию, Албанию или Китай за исключением, если эти лица, не будучи изгнанными оттуда, переселились на эти территории после 8 мая 1945 года[1].

- Беженцы из советской зоны (нем. Sowjetzonenflüchtling) — лица немецкой национальности или немецкие граждане, проживающие в советской зоне оккупации Германии или в советском секторе Берлина и до 1 июля 1990 года по политическим мотивам покинувшие их, а также их супруги и потомки.

## Современное положение
С 1 января 1993 года приём немецких беженцев всех указанных категорий официально считается оконченным. С этого момента ФРГ начинает приём «поздних переселенцев» (нем. Spätaussiedler) — этнических немцев из стран, из которых до 1993 года осуществлялся приём «переселенцев» (Восточная Европа, страны бывшего СССР и Китай). Регулирование приёма поздних переселенцев продолжается на основании закона о перемещённых лицах и беженцах, многократно реформированного с момента своего принятия.
Лица немецкой национальности, рождённые после 31 декабря 1992 года, больше не попадают ни под какую из категорий и могут переселиться в Германию лишь как потомки поздних переселенцев (нем. Abkömmlinge) или на общих правилах, действующих для иностранцев.